# ژنتیک جمعیت
ژنتیک جمعیت (به انگلیسی: Population genetics) مطالعهٔ توزیع و تغییرات فراوانی الل تحت تأثیر چهار فرایند اصلی فرگشتی است. این چهار فرایند عمده شامل انتخاب طبیعی، رانش ژنتیکی، جهش و جریان ژن هستند. ژنتیک جمعیت تلاش می‌کند که پدیده‌هایی همچون سازش و گونه‌زایی را توضیح دهد.